# 斐濟國家足球隊
斐濟國家足球隊是斐濟的男子足球代表隊，並由斐濟足球協會所管理，直到現時，斐濟於大洋洲國家盃的最佳成績為季軍。

## 世界盃成績
| 年份   | 成績       | 外圍賽紀錄 | 外圍賽紀錄 | 外圍賽紀錄 | 外圍賽紀錄 | 外圍賽紀錄 | 外圍賽紀錄 |
| 年份   | 成績       | 賽         | 勝         | 和         | 負         | 入球       | 失球       |
| ------ | ---------- | ---------- | ---------- | ---------- | ---------- | ---------- | ---------- |
| 1930年 | 沒有參與   | 沒有參與   | 沒有參與   | 沒有參與   | 沒有參與   | 沒有參與   | 沒有參與   |
| 1934年 | 沒有參與   | 沒有參與   | 沒有參與   | 沒有參與   | 沒有參與   | 沒有參與   | 沒有參與   |
| 1938年 | 沒有參與   | 沒有參與   | 沒有參與   | 沒有參與   | 沒有參與   | 沒有參與   | 沒有參與   |
| 1950年 | 沒有參與   | 沒有參與   | 沒有參與   | 沒有參與   | 沒有參與   | 沒有參與   | 沒有參與   |
| 1954年 | 沒有參與   | 沒有參與   | 沒有參與   | 沒有參與   | 沒有參與   | 沒有參與   | 沒有參與   |
| 1958年 | 沒有參與   | 沒有參與   | 沒有參與   | 沒有參與   | 沒有參與   | 沒有參與   | 沒有參與   |
| 1962年 | 沒有參與   | 沒有參與   | 沒有參與   | 沒有參與   | 沒有參與   | 沒有參與   | 沒有參與   |
| 1966年 | 沒有參與   | 沒有參與   | 沒有參與   | 沒有參與   | 沒有參與   | 沒有參與   | 沒有參與   |
| 1970年 | 沒有參與   | 沒有參與   | 沒有參與   | 沒有參與   | 沒有參與   | 沒有參與   | 沒有參與   |
| 1974年 | 沒有參與   | 沒有參與   | 沒有參與   | 沒有參與   | 沒有參與   | 沒有參與   | 沒有參與   |
| 1978年 | 沒有參與   | 沒有參與   | 沒有參與   | 沒有參與   | 沒有參與   | 沒有參與   | 沒有參與   |
| 1982年 | 外圍賽出局 | 8          | 1          | 3          | 4          | 6          | 35         |
| 1986年 | 沒有參與   | 沒有參與   | 沒有參與   | 沒有參與   | 沒有參與   | 沒有參與   | 沒有參與   |
| 1990年 | 外圍賽出局 | 2          | 1          | 0          | 1          | 2          | 5          |
| 1994年 | 外圍賽出局 | 4          | 2          | 1          | 1          | 6          | 3          |
| 1998年 | 外圍賽出局 | 4          | 2          | 0          | 2          | 4          | 7          |
| 2002年 | 外圍賽出局 | 4          | 3          | 0          | 1          | 27         | 4          |
| 2006年 | 外圍賽出局 | 9          | 4          | 1          | 4          | 22         | 15         |
| 2010年 | 外圍賽出局 | 6          | 2          | 1          | 3          | 7          | 10         |
| 2014年 | 外圍賽出局 | 3          | 0          | 2          | 1          | 1          | 2          |
| 總結   |            | 40         | 15         | 8          | 17         | 75         | 81         |

## 大洋洲國家盃成績
- 1973年 – 第五
- 1980年 – 殿軍
- 1996年 - 外圍賽
- 1998年 – 季軍
- 2000年 - 由於國家內亂因而放棄參與決賽周
- 2002年 – 分組賽
- 2004年 – 殿軍
- 2008年 – 季軍
- 2012年 – 分組賽

1. ↑  . FIFA. 2024年12月19日  [2024年12月19日].
2. ↑  Elo rankings change compared to one year ago. . eloratings.net. 2025年3月7日  [2025年3月7日].